# Saša Kalajdžić
Saša Kalajdžić (* 7. července 1997 Vídeň) je rakouský profesionální fotbalista srbského původu, který hraje na pozici útočníka v německém klubu Eintracht Frankfurt, kde je na hostování z Wolverhamptonu Wanderers, a v rakouském národním týmu.

## Klubová kariéra
Kalajdžić zahájil svou kariéru v rakouském klubu FC Admira Wacker Mödling. Dne 5. července 2019 přestoupil Kalajdžić do německého klubu VfB Stuttgart, kde podepsal čtyřletou smlouvu. Krátce po svém příchodu utrpěl během předsezónního soustředění zranění křížového vazu.
V lize debutoval 28. května 2020, a to když v 78. minutě nastoupil do utkání 2. bundesligy proti Hamburger SV. Svůj první gól v klubu vstřelil v zápase proti 1. FC Norimberk, který skončil 6:0. Následující sezónu, po postupu do německé nejvyšší soutěže, vstřelil 16 ligových branek a stal se šestým nejlepším střelcem Bundesligy, a pomohl týmu k 9. místu v lize.

## Reprezentační kariéra
Kalajdžič debutoval v rakouské reprezentaci 14. října 2020 v zápase Ligy národů proti Rumunsku, a to když v 90. minutě vystřídal Michaela Gregoritsche. Dne 25. března 2021 vstřelil své první dva reprezentační góly při remíze 2:2 se Skotskem během kvalifikace na mistrovství světa ve fotbale 2022.
V květnu 2021 byl nominován na závěrečný turnaj EURO 2020. V osmifinálovém utkání proti Itálii vstřelil v 114. minutě gól na závěrečných 1:2. Itálie postoupila po brankách Chiesy a Pessiny.

## Statistiky

### Klubové
K 22. květnu 2021
| Klub          | Sezóna  | Liga                | Liga   | Liga | Pohár  | Pohár | Evropské poháry | Evropské poháry | Celkem | Celkem |
| Klub          | Sezóna  | Liga                | Zápasy | Góly | Zápasy | Góly  | Zápasy          | Góly            | Zápasy | Góly   |
| ------------- | ------- | ------------------- | ------ | ---- | ------ | ----- | --------------- | --------------- | ------ | ------ |
| Admira Wacker | 2017/18 | Rakouská Bundesliga | 18     | 3    | 2      | 1     | —               | —               | 20     | 4      |
| Admira Wacker | 2018/19 | Rakouská Bundesliga | 15     | 8    | 0      | 0     | —               | —               | 15     | 8      |
| Admira Wacker | Celkem  | Celkem              | 33     | 11   | 2      | 1     | —               | —               | 35     | 12     |
| VfB Stuttgart | 2019/20 | 2. Bundesliga       | 6      | 1    | 0      | 0     | —               | —               | 6      | 1      |
| VfB Stuttgart | 2020/21 | Bundesliga          | 33     | 16   | 3      | 1     | —               | —               | 36     | 17     |
| VfB Stuttgart | Celkem  | Celkem              | 39     | 17   | 3      | 1     | —               | —               | 42     | 18     |
| Celkem        | Celkem  | Celkem              | 72     | 28   | 5      | 2     | 0               | 0               | 77     | 30     |

### Reprezentační
K 26. červnu 2021
| Rakousko | Rakousko | Rakousko |
| Rok      | Zápasy   | Góly     |
| -------- | -------- | -------- |
| 2020     | 2        | 0        |
| 2021     | 9        | 4        |
| Celkem   | 11       | 4        |

#### Reprezentační góly
K zápasu odehranému 26. června 2021. Skóre a výsledky Rakouska jsou vždy zapisovány jako první.
| Gól | Datum           | Místo                                 | Soupeř          | Skóre | Výsledek | Soutěž                                |
| --- | --------------- | ------------------------------------- | --------------- | ----- | -------- | ------------------------------------- |
| 1.  | 25. března 2021 | Hampden Park, Glasgow, Skotsko        | Skotsko         | 1:0   | 2:2      | Kvalifikace na Mistrovství světa 2022 |
| 2.  | 25. března 2021 | Hampden Park, Glasgow, Skotsko        | Skotsko         | 2:1   | 2:2      | Kvalifikace na Mistrovství světa 2022 |
| 3.  | 28. března 2021 | Ernst-Happel-Stadion, Vídeň, Rakousko | Faerské ostrovy | 3:1   | 3:1      | Kvalifikace na Mistrovství světa 2022 |
| 4.  | 26. června 2021 | Wembley, Londýn, Anglie               | Itálie          | 1:2   | 1:2      | Mistrovství Evropy 2020               |